# Hungerberg (Pfalz)
Der Hungerberg ist eine langgestreckte flache Hügelkette der Ilbesheimer Lössschwelle im Rheinhessischen Hügelland. 

## Lage
Er erstreckt sich vom Süden von Bischheim etwa drei Kilometer in Richtung Süden bis in den Norden von Marnheim im Tal der Pfrimm. Unmittelbar westlich befindet sich die Bundesautobahn 63. 

## Charakteristika
Der Hungerberg weist mehrere Gipfelpunkte auf. Der höchste davon liegt im Westen und ist 302 Meter hoch. Etwas südlich davon liegt der 300 m hohe Gipfel Galgengewanne.

## Bauwerke
Im Frühjahr 2014 ging der Windpark Hungerberg (zehn Windkraftanlagen vom Typ Vestas V112 mit einer Leistung von je 3 Megawatt und ein Umspannwerk) ans Netz. Sie kann jährlich etwa 80 Millionen Kilowattstunden erzeugen, was rechnerisch rund 23.000 Haushalte versorgt.